# Нова-Гокула
Но́ва-Гоку́ла (порт. Nova Gokula, рус. Новая Гокула) — сельскохозяйственная община Международного общества сознания Кришны (ИСККОН) в бразильском штате Сан-Паулу, одна из крупнейших кришнаитских общин в Латинской Америке. По данным на 2012 год в Нова-Гокуле проживало более 100 человек, в основном семейных верующих. Здесь расположен единственный в Бразилии индуистский храм, построенный в стиле индуистской храмовой архитектуры. Нова-Гокулу ежегодно посещают более 20 тыс. туристов.
Нова-Гокула была основана в 1978 году на средства, полученные от продажи кришнаитской духовной литературы. Пик расцвета Нова-Гокулы пришёлся на середину 1980-х годов, когда в этой «хорошо спланированной и умело организованной» сельскохозяйственной общине проживало около 800 кришнаитов. В 1980-е — 1990-е годы на территории общины действовала имевшая государственную аккредитацию индуистская средняя школа (гурукула).
В сентябре 2012 года начались работы по реновации двух храмов, расположенных на территории общины. Работы планировалось завершить в апреле 2013 года и их стоимость должна была составить 120 тыс. реалов.
Бразильский историк религии С. Геррейру в 2001 году назвал Нова-Гокулу примером успешной реализации «ведического образа жизни на Западе».